# Mounia Gasmi
Mounia Gasmi (sinh ngày 2 tháng 5 năm 1990) là một vận động viên Paralympic đến từ Algérie thi đấu chủ yếu trong các nội dung ném phân loại F32.
Gasmi đại diện cho đất nước của cô tại Paralympic Mùa hè 2012 ở London, tham gia cả hai cú sút F32-34 và các sự kiện ném club F31/32/51. Cô đã hoàn thành thứ bảy trong loạt bắn, nhưng khoảng cách tốt nhất là 22,51 mét trong câu lạc bộ ném đã thấy cô ấy giành huy chương bạc. Cũng như thành công Paralympic của cô, Gasmi đã đủ điều kiện cho bốn Giải vô địch thế giới IPC liên tiếp giành được một huy chương vàng và ba huy chương bạc, hai viên bạc trong loạt bắn và một vàng và bạc trong câu lạc bộ ném. Khoảng cách 25,07m của cô tại Giải vô địch ParaAthletics thế giới 2017 tại London đã mang lại cho Gasmi danh hiệu Thế giới đầu tiên của cô.